# Кошурко Андрій Васильович
Андрі́й Васи́льович Кошу́рко — майор служби цивільного захисту Державної служби України з надзвичайних ситуацій, учасник російсько-української війни, що загинув у ході російського вторгнення в Україну в 2022 році.

## Життєпис
Андрій Кошурко народився 17 березня 1991 року в місті Дубровиця Рівненської області. Обіймав посаду начальника частини гуманітарного розмінування служби цивільного захисту Міжрегіонального центру гуманітарного розмінування та швидкого реагування Державної служби України з надзвичайних ситуацій, що розміщується на території Нововодолазькій селищній раді Харківської області. З початком повномасштабного російського вторгнення в Україну разом з колегами брав участь у зборі, вилученні та ліквідації вибухонебезпечних предметів та снарядів, які залишились після ворожих обстрілів. Загинув 16 квітня 2022 року під час чергового бомбардування м. Харкова, вчиненого військами РФ, разом із саперами частини гуманітарного розмінування старшим прапорщиком Юрієм Стадніком та прапорщиком Олегом Герасимовим.

## Нагороди
- Орден «За мужність» III ступеня (2022, посмертно) — за особисту мужність і самовіддані дії, виявлені у захисті державного суверенітету та територіальної цілісності України, вірність військовій присязі[5].